# 마이크로소프트 모바일
마이크로소프트 모바일(Microsoft Mobile)은 2013년 9월 2일 마이크로소프트가 노키아의 휴대 전화 사업본부를 인수하면서, 사명을 변경한 기업명이다. 직접적으로 마이크로소프트 루미아 시리즈를 생산하는 마이크로소프트의 자회사다. 2016년 12월에 마이크로소프트는 결국, HMD 글로벌로 통해서 매각하면서, 휴대전화 사업을 접게 되었다. 이후, HMD 글로벌은 폭스콘과 협력하여 폭스콘은 자회사로 FIH Mobile를 설립하여, 노키아 휴대전화를 생산라인을 소유하고, HMD 글로벌은 노키아 휴대전화 브랜드를 흡수하게 되었다.

## 같이 보기
- 노키아
- HMD 글로벌
- 욜라 (기업)